# Europa-Parlamentsvalget 1984
Europa-Parlamentsvalget 1984 var det første konstituerende valg siden 1979 og udvidelsen af EU i 1981, hvor Grækenland kom med. Det var også det sidste før Spaniens og Portugals indtræden i 1987.
Resultaterne viste at centrum-venstre og højreorienterede parlamentsmedlemmer profiterede på bekostning af det yderste venstre og centrum-højre. Socialisterne konsoliderede deres position som den største gruppe i parlamentet, og der var markante ændringer for de mindre grupper, hvor højreekstremistiske parlamentsmedlemmer dannede en gruppe, og hvor man fik en sammensmeltning af den grønne og regionalistiske gruppe, kendt som "Rainbow". Den samlede valgdeltagelse faldt til 61%.
I Danmark blev valget afviklet d. 14. juni 1984.
I dansk sammenhæng blev Det Konservative Folkeparti valgets største parti, med 20,81 % af de gyldige afgivne danske stemmer, hvilket gav partiet 4 af de 16 danske sæder i parlamentet.

## Forud for valget

### Sædefordeling
Antallet af pladser var den samme som hidtil for hver af de medlemsstater, der også havde deltaget i valget i 1979. Grækenland, der var tiltrådt i 1981, blev tildelt 24 nye pladser. Dette forandrede antallet af pladser fra 410 til 434.

## Eksterne links
- The election of the Members of the European Parliament Arkiveret 30. september 2007 hos  Wayback Machine European Navigator
- Full Election Details Arkiveret 2. juli 2007 hos  Wayback Machine Elections Online (Fransk)